# Gaston Doumergue
Gaston Doumergue (1. srpna 1863, Aigues-Vives, Gard – 18. června 1937, tamtéž) byl politik a francouzský prezident v letech 1924 až 1931.